# BC 1921 Elversberg
Der Billard Club 1921 Elversberg (kurz: BC 1921 Elversberg) ist ein Billardsportverein mit Schwerpunkt in der Disziplin Karambolage.

## Chronik
Nachdem die Nachbargemeinde Spiesen bereits 1908 den Billardclub „Fidello“ gegründet hatte, sah sich Elversberg, eine 5.000 Einwohner zählende Bergbaugemeinde, erst 13 Jahre später, am 13. September 1921, in der Lage einen eigenen Verein zu konstituieren. Die 32 Gründungsmitglieder versammelten sich in der Gaststätte „Karl Euschen“. Sie gaben als wichtigstes Vereinsziel aus, sich nach einem anstrengenden Arbeitstag unter Tage beim Billardspiel entspannen zu wollen. Die Gründungsversammlung wählte an jenem Dienstag den Bäckermeister Karl Moritz zum 1. Vorsitzenden. Im gleichen Jahr gründete die Nachbargemeinde St. Ingbert ebenfalls einen Billardverein. Beste Voraussetzungen also für die Austragung von Freundschaftsspielen. Tatsächlich pflegen die beiden Vereine bis heute ein freundschaftliches Verhältnis.
In der Saison 1934/35 konnte der Verein zum ersten Mal einen Mannschaftstitel erringen. Seitdem spielt der Verein in der obersten Spielklasse des Saarlandes. 1936 kam ein Pokalgewinn hinzu. Kriegsbedingt wurde bis 1945 nur mit Junioren gespielt, da die Senioren eingezogen waren. Nach Kriegsende versuchte man schnell wieder einen geregelten Spielbetrieb aufzunehmen. Das neu aufflammende Interesse am aktiven Sport wurde durch das Gouvernement Militaire de la Sarre, der französischen Besatzungsmacht, eingeschränkt. Dort hieß es: „Danach muss jede sportliche Aktivität, gleich welcher Art, in dem sogenannten „Omnisportverein“ zusammengefasst werden, wobei eine „politisch belastete Person“ keinerlei Funktion bekleiden darf“. Nach der Auflösung der Militärregierung wurden die Vereine wieder in ihre Selbstständigkeit entlassen und konnten nun selbst über ihre Zukunft entscheiden. Beim BC 1921 Elversberg führte das u. a. zur Anschaffung eines „Halbmatchbrettes“. Die Anschaffung neuer und größerer Tische und eine höhere Anzahl von Tischen zwang in den Folgejahren mehrfach zu einem Wechsel der Spielstätte.
Die Anwerbung von Billard-Altmeister August Wagner aus Saarbrücken, als Trainer des BCE-Nachwuchses, führte bald zur Ausbildung eines neuen, erfolgreichen Juniorenstamms. Jungen Spielern wie Willi Höhn, Walter Mees, Gerhard Böllert und Gerd Wilhelm vermittelte er eine moderne Spielauffassung, vor allem die „Amerikanische Serie“. Der Erfolg ließ nicht lange auf sich warten. Schon bald drängten die Junioren in die 1. Mannschaft, mit Willi Höhn als Spitzenspieler. Höhn erzielte den ersten nationalen Erfolg für den Verein, nachdem er 1956 in Bergisch Gladbach mit einem GD von 50.900 deutscher Meister in der freien Partie wurde. 1961 ist der BCE Ausrichter der Deutschen Meisterschaft im Cadre 38/2 und Höhn, damals Vorsitzender und Organisator dieser Meisterschaft, wird Vizemeister. Guido Schmitt wird 1963 Deutscher Meister.
Nach internen Querelen gründete sich 1969 ein zweiter Billardverein in Elversberg, mit der Folge, dass einige starke Spieler zur Neugründung abwanderten.
1971, zum 50-jährigen Bestehen des BCE, wurde erneut ein neues Vereinsheim gesucht und mit der „Hüttenschänke“ auch gefunden. Gemäß der Parole „Ruhe und Kameradschaft vor Leistung“ kann man wieder an alte Erfolge anknüpfen. Mit Jürgen Reinermann, als Spitzenspieler, und Guido Schmidt, Rolf Horst sowie Werner Bayer, wird die 1. Mannschaft 1974 Meister der Landesliga und steigt wieder in die Oberliga auf. 1975 und 1976 wird die 2. Mannschaft mit Gerhard Feller, Wolfgang Reger, Heinrich Klemann jr., Charly Baumhardt, Werner Görlitz, Eckhart Wagner und Achim Feller zweimal in Folge Saarlandmeister. 1975 wird Jürgen Reinermann in der Freien Partie Deutscher Meister. 1976 folgt ihm Achim Feller als Deutscher Jugendmeister.
Durch die sportlichen Erfolge wuchs nicht nur die Mitgliederzahl, sondern auch die Spielstärke. Der BCE konnte eine zweite, dritte, vierte und sogar fünfte Mannschaft aufstellen. Der Clubraum wurde um- und ausgebaut, um mehr Platz für ein weiteres Halbmatchbillard zu schaffen. Später folgte dann endlich ein Matchbillard, um auch im Dreiband wieder mitzumischen.
Der anhaltende Mitgliederzuwachs ließ das Clubheim erneut zu klein werden. Der BCE zog 1978 in die Gaststätte „Am Bayrischen Wald“ um. Dort konnten dann zwei Matchbillards und zwei Halbmatchbillards aufgestellt werden.
Nachdem der Vorsitzende Willi Höhn das Auftreten seiner Mannschaften bei Turnieren als „Papageienlook“ tituliert hatte, wurde 1985 erstmals einheitliche Spielerkleidung eingeführt. Ein Jahr später, 1986, wurde Volker Marx deutscher Jugendmeister. Klaus Bosel wurde im gleichen Jahr bei der deutschen Meisterschaft Dritter im Einband.
1992 nahm der BCE auch die Disziplin Pool auf und schaffte zwei weitere Tische an. Der zu klein gewordene Clubraum wurde erneut ausgebaut, um den nun sechs Tischen und ihren Spielern genügend Raum zu schaffen.
1995 konnte der Verein den Weltklassespieler Frédéric Caudron verpflichten.

## Gründungsvorstand
1. Vorsitzender: Karl Moritz

2. Vorsitzender: Mathias Heintzen
1. Schriftführer: Jakob Müller

2. Schriftführer: Karl Malter
Kassierer: Karl Euschen
1. Spielwart: Arthur Fuchs

2. Spielwart: Heinrich Klemann

3. Spielwart: Christian Emmerich

## Aktuelle Mannschaft
1. Mannschaft: Saison 2019/20
- Ruben Legazpi
- Peter Ceulemans
- Michael Lohse-Tedalddi
- Jozef Philipoom
- Jean-Christophe Roux
- Carlos Crespo-Alcala
- Klaus Bosel
- Volker Marx

## Erfolge
Deutscher Meister (Dreiband): 2001, 2002, 2007–2010, 2017